# 布拉夫頓鎮區 (明尼蘇達州奧特泰爾縣)
布拉夫頓鎮區（英語：Bluffton Township）是位於美國明尼蘇達州奧特泰爾縣的一個行政鎮區。

## 地方資料
布拉夫頓鎮區的面積為85.32平方千米，當中陸地面積為85.19平方千米，而水域面積為0.13平方千米。根據2020年美國人口普查的數據，當地共有人口460人，而人口密度為每平方千米5.39人。